# Miss Victory
Miss Victory (successivamente nota come Ms. Victory) è una supereroina americana dei fumetti che comparve per la prima volta in Captain Fearless n. 1 (agosto 1941), pubblicato dalla Helnit, una casa editrice che presto divenne parte della Holyoke Publishing. Cessando l'attività dopo il 1946, l'eroina venne ripresa e rinnovata nel 1984 come personaggio centrale nella serie a fumetti Femforce pubblicata dalla AC Comics.

## Storia di pubblicazione
Introdotta durante il periodo denominato Golden Age dei fumetti, la Miss Victory originale fu creata in Captain Fearless n. 1 (agosto 1941) da uno scrittore sconosciuto e dall'illustratore Charles Quinlan in una storia di 5 pagine, senza titolo, generalmente indicizzata con le parole iniziali "Si presenta Miss Victory". Andò avanti e comparve nel secondo e nell'ultimo numero di Captain Fearless, e successivamente in Captain Aero Comics della Holyoke, iniziando dal n. 1 (dicembre 1941).
Non descrivendo a pieno le origini della storia, rimase inspiegato come Miss Victory fosse in grado di sopravvivere alle esplosioni, di liberarsi dalle corde, o di spaccare i muri. Ma fu chiaro fin dal principio che possedeva superforza e resistenza.
Divenne la stella di storie di rinforzo di Captain Aero Comics che veniva pubblicato sporadicamente fino al numero finale della serie, il n. 26 (agosto 1946). Nel 1984, fu ripresa dallo scrittore Bill Black e dal disegnatore Mark Heike nel fumetto Femforce Special n. 1 della AC Comics (inverno 1984).

## Biografia del personaggio

### Joan Wayne
Miss Victory era in realtà la stenografa Joan Wayne, il cui lavoro in un dipartimento governativo si accoppiava con il suo desiderio di aiutare gli sforzi compiuti per vincere la guerra, cosa che la portò ad indossare le vesti patriottiche di Miss Victory: un costume attillato rosso e blu con una prominente scollatura, e il simbolo di una "V" che le attraversava il petto.
Anche la versione rinnovata del 1984 possedeva superforza, così come l'abilità di volare per brevi distanze. La sua identità è la Dr.ssa Joan Wayne, una ricercatrice del Dipartimento della Difesa, che negli anni quaranta sviluppò la "formula V-45" per incrementare la forza e la resistenza delle truppe in battaglia. La formula, tuttavia, funzionava solo sulla stessa Joan, che a quel punto decise di diventare una supereroina. La formula le preveniva anche di invecchiare, e infatti tutt'oggi, Joan Wayne è ancora una donna giovane e attraente.

### Jennifer (Wayne) Burke
Miss Victory fu sottoposta ad un'overdose di V-45 da Black Commando che afflisse la sua personalità, trasformandola nella criminale Rad. Infine, la formula V-45 fu rimossa dal suo sistema nervoso e venne reintegrata nelle Femforce. Nella metà degli anni novanta, Wayne diede le dimissioni dal suo comando delle Femforce, e fu rimpiazzata dalla sua più giovane figlia, Jennifer, l'unica altra persona su cui la formula di Joan avrebbe potuto funzionare. Ci si riferisce a Jennifer come alla seconda Miss Victory e la seconda Rad. In aggiunta alle due donne, la famiglia di Miss Victory consiste anche del collega eroe Captain Paragon ed un figlio clonato della coppia, creato da un loro nemico.